# A világ emlősei
"A világ emlősei; egy taxonómiai és geográfiai kézikönyv" (Mammal Species of the World/MSW) egy az emlősökkel foglalkozó hagyományos kézikönyv ami megadja minden ismert emlős leírását és a kapcsolódó bibliográfiát. Jelenleg a 2005-ben kiadott Don E. Wilson and DeeAnn M. Reeder által szerkesztett harmadik kiadása érhető el.
Ennek online változata a pennsylvaniai Bucknell Egyetem szerverén érhető el, és onnan a fajok nevei letölthetők. A könyv részleges online változata elérhető a Google Könyvek között (lásd külső kapcsolatok).
Az MSW szerkesztésére és aktualizálására alakult szerkesztőbizottság a 2015-ös beszámolójában jelezte, hogy az MSW negyedik kiadására szerződést kötött a Johns Hopkins Kiadóval. Ennek a kiadásnak a szerkesztői DeeAnn M. Reeder és Kristofer M. Helgen. Az adatbázist a legaktívabb szerzők számára szerkeszthetővé teszik.

## Fordítás
Ez a szócikk részben vagy egészben  a   Mammal_Species_of_the_World című angol Wikipédia-szócikk ezen változatának fordításán alapul.  Az eredeti cikk szerkesztőit annak laptörténete sorolja fel. Ez a jelzés csupán a megfogalmazás eredetét és a szerzői jogokat jelzi, nem szolgál a cikkben szereplő információk forrásmegjelöléseként.

## Külső kapcsolatok
- Bucknell Egyetem szervere
- Bucknell Egyetem keresés
- Mammal Species of the World a Google Books-ban